# قرار مجلس الأمن التابع للأمم المتحدة رقم 903
قرار مجلس الأمن التابع للأمم المتحدة رقم 903، المتخذ بالإجماع في 16 مارس 1994، بعد إعادة التأكيد على القرار 696 (1991) وجميع القرارات اللاحقة بشأن أنغولا، عزز المجلس ومدد ولاية بعثة الأمم المتحدة الثانية للتحقق في أنغولا 4ثحتى 31 مايو 1994.
وأكد المجلس مجدداً الأهمية التي يعلقها على اتفاق السلام واستمرار وجود الأمم المتحدة في البلد، ورحب بالتقدم المحرز في المحادثات بين حكومة أنغولا ويونيتا التي عقدت في العاصمة الزامبية لوساكا. وحث المجلس يونيتا على قبول نتائج انتخابات عام 1992، مشيراً إلى أن القرارات المستقبلية بشأن أنغولا ستتوقف على الإرادة السياسية لكلا الطرفين لتحقيق السلام. وقد تم الترحيب بجهود الدول المجاورة ومنظمة الوحدة الأفريقية. ومع ذلك، تم الإعراب عن القلق إزاء استمرار الأعمال العدائية وتأثير ذلك على السكان المدنيين، مما شدد على ضرورة وقف إطلاق النار. وأشارالمجلس، بوجه عام، إلى أن الحالة الإنسانية في أنغولا قد تحسنت، وإن ظلت الحالة خطيرة في بعض المناطق.
وحث كلا الطرفين على الوفاء بالتزاماتهما، والتوصل إلى وقف فعال لإطلاق النار على الفور، والتوصل إلى تسوية سلمية، مطالباً بوقف جميع العمليات العسكرية. وبعد تمديد ولاية بعثة الأمم المتحدة الثانية للتحقق في أنغولا، أعلن المجلس استعداده للإذن بزيادة بعثة حفظ السلام إلى مستواها السابق البالغ 350 مراقباً عسكرياً و126 مراقب شرطة و 14 موظفاً طبياً عسكرياً مع العدد المناسب من الموظفين المدنيين الدوليين والمحليين. وأُدينت أي أعمال تعرقل إيصال المساعدات الإنسانية وتعرض حياة العاملين في المجال الإنساني للخطر، بينما حث المجتمع الدولي على تقديم المساعدة في هذا الصدد.
ونظرا للمفاوضات الجارية بين الحكومة الأنغولية ويونيتا، لن يتم فرض أي تدابير جديدة ضد يونيتا. وطُلب من الأمين العام بطرس بطرس غالي اطلاع المجلس على التطورات في المحادثات في لوساكا، زامبيا، وكذلك على الوضع العسكري والإنساني في أنغولا في تقرير يقدم في موعد لا يتجاوز 4 نيسان / أبريل 1994.

## روابط خارجية
- نص القرار في undocs.org